# Parc Casilda Iturrizar
Le parc de Doña Casilda Iturrizar aussi connu comme parc Casilda Iturrizar est un parc municipal de la ville de Bilbao, au Pays basque en Espagne. Il se trouve dans le secteur d'Abando, dans les terrains du quartier d'Indautxu que la bienfaitrice Casilda Iturrizar a fait don, d'où son nom. L'architecte a été Ricardo Bastida et l'ingénieur Juan d'Eguiraun. Il s'agit d'un jardin de style anglais dont la construction a commencé en 1907.

## Présentation

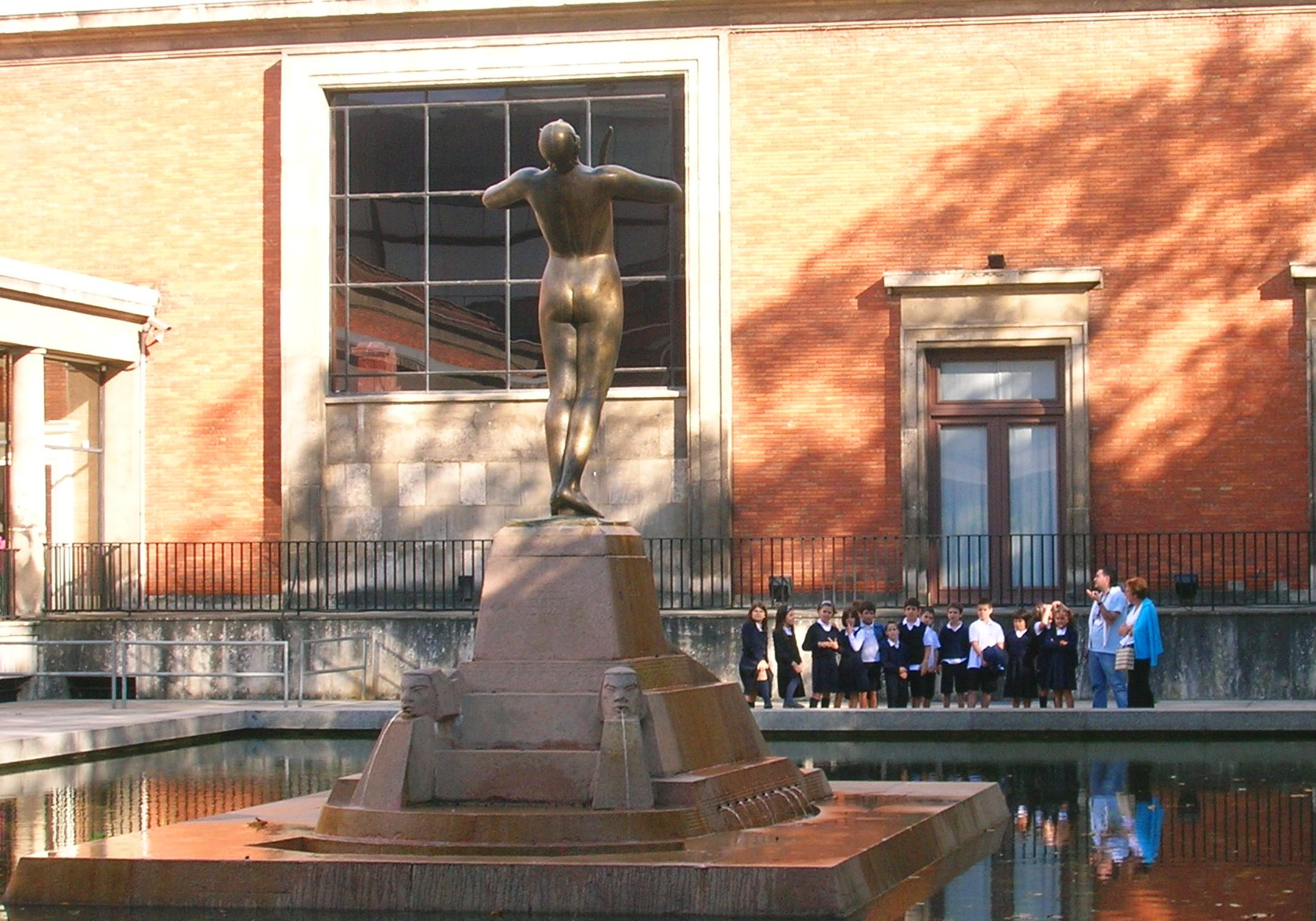
Monument à Juan Crisóstomo de Arriaga, près du Musée des Beaux Arts de Bilbao.

Le parc était le seul poumon vert de la ville jusqu'à il y a quelques années. Actuellement il compte différentes attractions, comme l'étang où coexistent différentes espèces de canards, cygnes et paons royaux (ce qui lui a conféré le surnom de Parc des canards) et duquel émergent aussi deux jets d'eau comme source. Un autre élément est pergola dans lequel se déroulent des activités, et qui entoure la source cybernétique, qui offre des spectacles d'eau, de lumière et de son toutes les heures pendant les mois de vacances. Le parc dispose aussi un carrousel. Le Musée des Beaux Arts de Bilbao a été complètement construit dans le parc dans les années 1940.

### Sources
- (es) Cet article est partiellement ou en totalité issu de l’article de Wikipédia en espagnol intitulé « Parque Casilda Iturrizar » (voir la liste des auteurs).